# 伍德沃德 (奧克拉荷馬州)
伍德沃德（Woodward）位於美國奧克拉荷馬州伍德沃德縣，是該縣的縣治，人口12,133人。座落於北加拿大河河畔，伍德沃德與德克薩斯縣的蓋蒙是西北奧克拉荷馬州的兩大城市。